# Alan Llwyd
Alan Llwyd, rodným jménem Alan Lloyd Roberts, (* 1948) je velšský básník, překladatel a literární kritik. Narodil se ve městě Dolgellau na severozápadě Walesu a studoval na Bangorské univerzitě. Psal převážně ve velšském jazyce. Svou první sbírku Y March Hud vydal v roce 1971. Je autorem scénáře k filmu Hedd Wyn pojednávajícím o stejnojmenném básníkovi. V roce 2011 publikoval biografickou knihu o spisovatelce Kate Roberts nazvanou Kate: y Cofiant. Rovněž se věnoval pedagogické činnosti.